# GEOS (NASA)

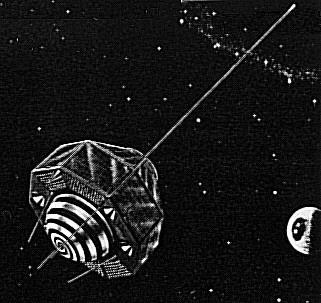
Спутники НАСА: GEOS 1 (Explorer 29), GEOS 2 (Explorer 36)

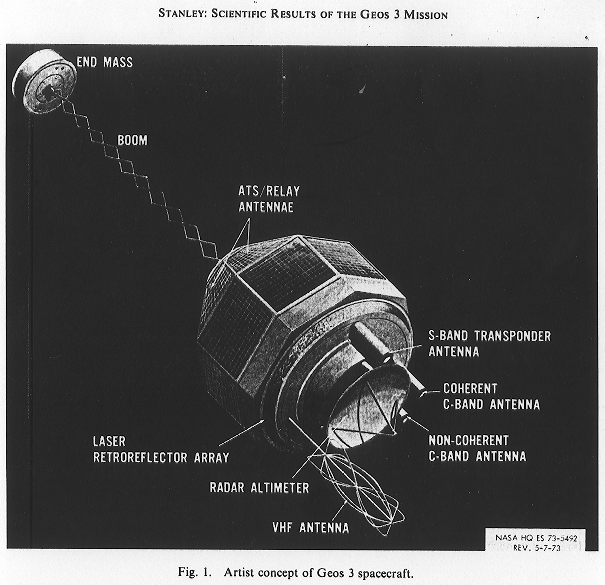
Спутник НАСА — GEOS 3

GEOS (Geodetic Earth Orbiting Satellite) — серия из трех американских геодезических исследовательских спутников НАСА (англ. NASA).
Первые два спутника GEOS (запущенные в 1965 и 1968 годах) были разработаны в рамках программы Explorer. Они имели систему стабилизации на основе гравитационных градиентов и питание от солнечных батарей. Спутники GEOS были первыми в Национальной Программе Геодезических Спутников.
Оборудование состояло из ряда оптических и радиосистем (включая транспондер для системы SECOR) для точного слежения и лазерных отражателей. Как активные спутники, они были дальнейшим развитием зонда Anna 1B и могли излучать короткие серии из шести-восьми ярких вспышек света. Они были сфотографированы синхронно наземными станциями на звездным фоном (звездная триангуляция), чтобы построить крупномасштабные геодезические сети с помощью точных направленных измерений.
Целью миссий было измерение выбранных точек наблюдения с точностью до десяти метров в трехмерной системе координат с центром тяжести Земли в качестве центра. Кроме того, была определена структура нерегулярного гравитационного поля, а также местоположение больших гравитационных аномалий.
GEOS-3 — спутник (из-за расширения задач названый Geodynamics Experimental Ocean Satellite) был расширенной версией предыдущих двух спутников. Этот спутник больше не был частью программы Explorer. В дополнении к задачам предшественников был оснащен радар-высотомером для точного измерения высоты океана, что сделало возможным дальнейшее уточнение модели гравитации Земли. Кроме того, был проведен эксперимент по отслеживанию на экспериментальном спутнике связи ATS 6. Улучшенная версия спутника GEOS-3 была запущена ВМС США под названием Geosat.

### Спутники в программе GEOS
- GEOS 1 (Explorer 29) (до запуска GEOS A) был запущен 6 ноября 1965 с мыса Канаверал на ракете Delta-E.
- GEOS 2 (Explorer 36) (до запуска GEOS B) последовал 11 января 1968 с Ванденберга (Калифорния) на ракете Delta-E.
- GEOS-3 (до запуска GEOS C) был наконец запущен 9 апреля 1975 так из Ванденберга ракетой Delta-1410.